# Filmfare Award/Bester Liedtext
Der Filmfare Best Lyricist Award wird vom Filmfare-Magazin verliehen und ist eine Preiskategorie der jährlichen Filmfare Awards für Hindi-Filme. Der Preis für den Verfasser des besten Liedtextes wurde zum ersten Mal im Jahre 1959 verliehen. Mehrfachgewinner waren Gulzar (11 Preise), Javed Akhtar (8), Anand Bakshi (4) und Sameer (3).
Liste der Preisträger und des Liedes, für den sie den Preis bekamen:
| Jahr | Liedtexter         | Lied – Film                               |
| ---- | ------------------ | ----------------------------------------- |
| 1959 | Shailendra         | Yeh Mera Deewanapan – Yahudi              |
| 1960 | Shailendra         | Sab Kuchh Seekha Humne – Anari            |
| 1961 | Shakeel Badayuni   | Chaudhvin Ka Chaand – Chaudhvin Ka Chaand |
| 1962 | Shakeel Badayuni   | Husnawale Tere Jawab – Gharana            |
| 1963 | Shakeel Badayuni   | Kahin Deep Jale – Bees Saal Baad          |
| 1964 | Sahir Ludhianvi    | Jo Waada Kiya – Taj Mahal                 |
| 1965 | Majrooh Sultanpuri | Chaahunga Main Tujhe – Dosti              |
| 1966 | Rajendra Krishan   | Tumhi Mere Mandir – Khandaan              |
| 1967 | Hasrat Jaipuri     | Baharon Phool Barsaao – Suraj             |
| 1968 | Gulshan Bawra      | Mere Desh Ki Dharti – Upkaar              |
| 1969 | Shailendra         | Main Gaaon Tum So Jaao – Brahmachari      |
| 1970 | Neeraj             | Kaal Ka Pahiya – Chanda Aur Bijli         |
| 1971 | Varma Malik        | Sabse Bada Nadaan – Pehchaan              |
| 1972 | Hasrat Jaipuri     | Zindagi Ek Safar – Andaz                  |
| 1973 | Varma Malik        | Jai Bolo – Be Imaan                       |
| 1974 | Gulshan Bawra      | Yaari Hai Imaan Mera – Zanjeer            |
| 1975 | Santosh Anand      | Main Na Bhoolonga – Roti Kapda Aur Makan  |
| 1976 | Indeevar           | Dil Aisa Kisine – Amanush                 |
| 1977 | Sahir Ludhianvi    | Kabhi Kabhi Mere – Kabhi Kabhie           |
| 1978 | Gulzar             | Do Deewane Shaher – Gharaonda             |
| 1979 | Anand Bakshi       | Aadmi Musafir Hain – Apnapan              |
| 1980 | Gulzar             | Aane Wale Pal – Golmaal                   |
| 1981 | Gulzar             | Hazar Rahen – Thodisi Bewafai             |
| 1982 | Anand Bakshi       | Tere Mere Beech – Ek Duje Ke Liye         |
| 1983 | Santosh Anand      | Mohabbat Hai Kya Cheez – Prem Rog         |
| 1984 | Gulzar             | Tujse Naaraz Nahin – Masoom               |
| 1985 | Hasan Kamal        | Aaj Ki Awaz – Aaj Ki Awaz                 |
| 1986 | Vasant Dev         | Dil Kyon – Utsav                          |
| 1987 | kein Preis         |                                           |
| 1988 | kein Preis         |                                           |
| 1989 | Gulzar             | Mera Kuch Saaman – Ijaazat                |
| 1990 | Asad Bhopali       | Dil Deewana Bin – Maine Pyar Kiya         |
| 1991 | Sameer             | Nazar Ke Saamne – Aashiqui                |
| 1992 | Gulzar             | Yaara Seeli Seeli – Lekin                 |
| 1993 | Sameer             | Teri Umeed Tera Intezaar – Deewana        |
| 1994 | Sameer             | Ghunghat Ki Aad – Hum Hain Rahi Pyar Ke   |
| 1995 | Javed Akhtar       | Ek Ladki – 1942: A Love Story             |
| 1996 | Anand Bakshi       | Tujhe Dekha – Dilwale Dulhania Le Jayenge |
| 1997 | Javed Akhtar       | Ghar Se Nikalte – Papa Kahte Hain         |
| 1998 | Javed Akhtar       | Sandese Aate Hain – Border                |
| 1999 | Gulzar             | Chal Chaiyyan Chaiyyan – Dil Se           |
| 2000 | Anand Bakshi       | Ishq Bina – Taal                          |
| 2001 | Javed Akhtar       | Panchhi Nadiya – Refugee                  |
| 2002 | Javed Akhtar       | Mitwa – Lagaan                            |
| 2003 | Gulzar             | Saathiya – Saathiya                       |
| 2004 | Javed Akhtar       | Kal Ho Naa Ho – Kal Ho Naa Ho             |
| 2005 | Javed Akhtar       | Tere Liye – Veer-Zaara                    |
| 2006 | Gulzar             | Kajra Re – Bunty Aur Babli                |
| 2007 | Prasoon Joshi      | Chand Sifarish – Fanaa                    |
| 2008 | Prasoon Joshi      | Maa – Taare Zameen Par                    |
| 2009 | Javed Akhtar       | Jashn-e-Bahara – Jodhaa Akbar             |
| 2010 | Irshad Kamil       | Aaj Din Chadheya – Love Aaj Kal           |
| 2011 | Gulzar             | Dil Toh Bachcha Hai Ji – Ishqia           |